# Голубева, Зинаида Сергеевна
Зинаида Сергеевна Голубева (8 июня 1924 — 3 апреля 2011) — советский и украинский литературовед, критик, доктор филологических наук (1969), профессор (1971), заслуженный профессор Харьковского университета, Заслуженный работник высшей школы УССР. Исследовала украинскую романистику 20-х и 60-80-х годов.

## Биография
Зинаида Голубева родилась 8 июня 1924 года в селе Соколово (Харьковская область). В июне 1941 года окончила девять классов СШ 10, Харьков. В годы Великой Отечественной войны она участвовала в боях в Румынии, Венгрии, Австрии, Чехословакии, Польше, Германии. Была ранена и дважды контужена.
В марте 1949 года Голубева поступила на подготовительные курсы при Харьковском университете, сдала экзамены на аттестат зрелости и стала студенткой филологического факультета. Получив диплом с отличием, в июне 1951 года она была зачислена в аспирантуру при кафедре истории украинской литературы, и в июне 1954 года защитила кандидатскую диссертацию на тему «Русское литературоведение 60-х годов XIX в. и украинская литература». В 1954—1955 годах Голубева преподавала в Харьковском пединституте, а в 1955—1958 годах — в Астраханском пединституте. В 1959 году стала членом КПСС. С 1958 года и до выхода на пенсию в 2003 году она работала в Харьковском университете на кафедре истории украинской литературы, занимая должности старшего преподавателя, доцента, профессора, декана филологического факультета. С 1971 по 1988 год заведовала кафедрой истории украинской литературы.
В 1968 году Голубева защитила докторскую диссертацию на тему «Новаторство украинского советского романа 20-х годов. Проблематика. Характеры. Поиски формы». Она — автор более 150 печатных работ, среди которых монографии, разделы учебника «Украинская советская литература» (1979), предисловия к изданиям украинских писателей и многочисленные статьи по истории Украинской литературы и современного литературного процесса. Голубева была членом редколлегии и председателем Совета по критике журнала «Знамя» («Березиль»), членом редколлегии научного сборника «Украинское литературоведение». Она подготовила десять кандидатов наук, регулярно выступала оппонентом на защитах докторских и кандидатских диссертаций, была членом нескольких диссертационных советов.
Зинаида Голубева умерла 3 апреля 2011 года.

## Труды
- Український радянський роман 20-х рокiв. Х., 1967;
- Новi гранi жанру. К., 1978;
- Iван Кочерга: Літ. портрет. К., 1981;
- Микола Бажан: Літ. портрет. К., 1984;
- Ю. Смолич: Літ. портрет. К., 1990;
- Двадцяті роки ХХ століття. Зошит 1-2: Конспект лекцій для студентів-філологів. Х., 2000-01.